# Pinamalayan
Pinamalayan è una municipalità di seconda classe delle Filippine, situata nella provincia di Mindoro Orientale, nella regione Mimaropa.
Pinamalayan è formata da 37 barangay:
- Anoling
- Bacungan
- Bangbang
- Banilad
- Buli
- Cacawan
- Calingag
- Del Razon
- Guinhawa
- Inclanay
- Lumangbayan
- Malaya
- Maliangcog
- Maningcol
- Marayos
- Marfrancisco
- Nabuslot
- Pagalagala
- Palayan

- Pambisan Malaki
- Pambisan Munti
- Panggulayan
- Papandayan
- Pili
- Quinabigan
- Ranzo
- Rosario
- Sabang
- Santa Isabel
- Santa Maria
- Santa Rita
- Santo Niño
- Wawa
- Zone I (Pob.)
- Zone II (Pob.)
- Zone III (Pob.)
- Zone IV (Pob.)